# 約伯大夢
《約伯大夢》（英語：Job: A Comedy of Justice）是羅伯特·海萊因（Robert A. Heinlein）於1984年所作的奇幻小說。台灣中文版於盜版時期，由皇冠出版社所出版（邵誠明譯），故除了圖書館可尋以外，已成絕版書。

## 外部連結
- 海萊茵的《約伯大夢》 （页面存档备份，存于）
- Review and excerpt
- Job concordance  （页面存档备份，存于）, at Heinlein Society
- JOB: A Comedy of Justice （页面存档备份，存于） at Worlds Without End